# ام. ویدئو
ام.ویدئو (به انگلیسی: M.video) شرکت خرده‌فروشی روسی و یکی از بزرگترین فروشندگان تجهیزات الکترونیکی روسیه می‌باشد، که دفتر مرکزی آن در شهر مسکو قرار دارد.
شرکت ام.ویدئو فعالیت‌های خود را در سال ۱۹۹۳ در شهر مسکو آغاز کرد. در حال حاضر این شرکت دارای ۲۶۱ فروشگاه، در ۱۱۵ شهر از فدراسیون روسیه است، همچنین مالک ۱۷ فروشگاه آنلاین اینترنتی نیز می‌باشد.